# Gardineria minor
Gardineria minor is een rifkoralensoort uit de familie van de Gardineriidae. De wetenschappelijke naam van de soort is voor het eerst geldig gepubliceerd in 1973 door Wells.